# Cantó de Rouen-1
El cantó de Rouen-1 és un cantó francès del departament del Sena Marítim, situat al districte de Rouen. Compta amb part del municipi de Rouen.

## Municipis
- Rouen

## Història
| Data d'elecció                           | Identitat      | Partit                     | Qualitat |
| ---------------------------------------- | -------------- | -------------------------- | -------- |
| 1945-1958                                | M. Lucas       | RI                         |          |
| 1958-1966                                | M. Doudet      | UNR                        |          |
| 1966-1976                                | M. Ricouard    | RI                         |          |
| 1976-2008                                | Serge Huguerre | Divers droite, després UDF |          |
| 2008-                                    | Eric De Falco  | PS                         |          |
| les dades anteriors no són pas conegudes |                |                            |          |
|                                          |                |                            |          |